# Arata Kangatari
Arata Kangatari (アラタカンガタリ 〜革神語〜 lit. La leyenda de Arata?) es una serie de manga escrita e ilustrada por Yū Watase que comenzó su serialización en la revista Weekly Shōnen Sunday en 2008. El primer volumen fue lanzado en Japón el 16 de enero de 2009. La serie cuenta con diecisiete volúmenes y aún está serializada en Shōnen Sunday. Esta es la primera serie shonen de Watase. Esta obra fue licenciada por Viz Media como parte de la editoria Shogakukan.
Una adaptación a serie de anime producida por Satelight y el estudio coreano JM Animation, salió al aire el 8 de abril de 2013.

## Argumento
La historia se sitúa entre dos mundos paralelos, el primero es el Japón moderno, un mundo completamente normal y el segundo es un mundo mítico y mágico donde coexisten tanto humanos como dioses. Los eventos dan inicio en el mundo mágico, donde cada cierto tiempo se lleva a cabo una ceremonia para conmemorar el ascenso de una nueva princesa para gobernar el reino, en esta ocasión la celebración es aún mayor pues por primera vez en los últimos 60 años una nueva princesa será elegida, esta vez perteneciente al clan Hime. Sin embargo, la falta de mujeres jóvenes en este clan obliga a la matriarca de la familia a enviar a su único nieto, un chico llamado Arata obstinado y voluntarioso quien no está dispuesto a sufrir las inclemencias de ninguna manera, para que el suplante a una chica en la ceremonia y así evitar el inminente castigo que recaerá sobre toda la aldea si su clan no envía a nadie.

## Personajes

### Japón
Arata Hinohara (日ノ原 革 Hinohara Arata?)
Seiyū: Nobuhiko Okamoto
Hinohara es uno de los personajes principales de la historia. Al inicio de la historia es un adolescente con problemas emocionales ya que sufre de acoso continuamente desde sus primeros años de adolescencia por su ex mejor amigo Masato Kadowaki, a tal grado que es llevado a retirarse un año de la escuela.  Tras retomar sus estudios nuevamente, esta vez ya como estudiante de instituto, hinohara decide iniciar una nueva vida en la cual pueda dejar atrás los dolorosos recuerdos de su pasado, pero las cosas toman un giro inesperadamente malo cuando Kadowaki decide inscribirse en el mismo instituto en el que él se inscribió, reiniciando el acoso escolar, lo que le hace desear jamás haber nacido en ese mundo. Mientras deambula camino a casa una extraña magia lo arrastra al mundo de Amawakuni, un lugar místico, donde es culpado de un crimen que él no cometió. En este mundo Hinohara adopta un nuevo carácter fuerte, seguro y amable, gracias en gran parte al acoso de los doce shinshos y de la ayuda de Kotoha quien le enseña a Hinohara que debe amarse a sí mismo y confiar en los demás, protegiendo siempre a los más débiles.
Existen varias diferencias entre el Arata del anime y el Arata del manga. Arata en el manga es algo pervertido y más espontáneo que en el anime. Esto le ha llevado a recibir golpes de Kotoha, y provoca situaciones de lo más dispares. Ha llegado a pelear contra Kanate por la atención de Kotoha, pero cuando se trata de situaciones que implican a mujeres suelen colaborar. Además, en el manga es una persona más divertida.
Masato Kadowaki (門脇 将人 Kadowaki Masato?)
Seiyū: Ryohei Kimura
Kadowaki es el ex mejor amigo y acosador de Arata Hinohara. Aunque al principio de su relación solían ser grandes amigos, el desarrolló un odio intenso hacia Arata desde la escuela media debido a que Hinohara era moral y socialmente mejor que él, lo que lo convierte en su objetivo. Parte de la personalidad mezquina de Kadowaki se inicia cuando durante la escuela media su madre le abandona a causa de las constantes infidelidades de su influyente padre, lo que hace que comience a acumular ira en su interior. Debido a su orgullo Kadowaki se niega a aceptar el abandono, lo que hace que desarrolle celos de Hinohara que es muy querido tanto por su familia como por sus compañeros, gracias a su personalidad y no a través del interés o el dinero como lo hace el, comenzando así el acoso hacia su mejor amigo como un medio para satisfacer su propia soledad y amargura. Cuando interactúa por primera vez con el arata de Amawakuni sospecha que algo está mal. Con la nueva personalidad de su presa quien parece ya no estar dispuesta a soportar los abusos comienza a acumular mucha más ira en su interior, aún más gracias a la lucha constante con su padre y con sus compañeros, a tal grado que ataca a un estudiante de curso superior, lo que le gana una paliza de los chicos mayores. Durante la paliza y gracias al odio que siente por Hinohara él es arrastrado a Amawakuni. Estando allí, Kadowaki descubre que Hinohara se encuentra en Amawakuni, lo que aumenta su odio, cuando conoce la Hayagami oscura, el piensa que esta le ayudara a derrotar a Hinohara de una vez por todas.

### Amawakuni
Arata (アラタ Arata?)
Seiyū: Yoshitsugu Matsuoka
Arata es uno de los personajes principales de la historia.  Él es la versión Amawakuni del Arata de Japón, aunque su apariencia física es ligeramente distinta, distinguiéndolos principalmente su cabellera, la cual es negra y larga. Arata es un chico temerario, terco y orgulloso, siendo esto lo que hace que se niegue a dejarse intimidar por los demás. Él tiene buenas habilidades de combate cuerpo a cuerpo, las cuales a menudo usa para ayudar a los demás ya que no soporta que sea dañada una persona inocente. Generalmente Arata suele ser muy torpe siendo esta la razón por la cual no logra comprender el entorno moderno en el que se encuentra a pesar de que se adaptó fácilmente.
Kotoha (コトハ Kotoha?)
Seiyū: Ayahi Takagaki
Kotoha es la amiga de la infancia del Arata de Amawakuni, ella es miembro del clan Unemezoku,  como el resto de las mujeres en su clan, tiene capacidades curativas. Kotoha suele ser demasiado optimista, lo que la lleva a querer siempre ayudar a los demás, lo cual es perfecto dadas sus habilidades curativas. Ella suele poner la seguridad de los demás como prioridad, incluso antes que la suya, lo que le ha ganado más de una herida. La cercanía de Kotoha para con Arata se debe principalmente a que ha estado enamorada de él desde la infancia. Sin embargo, tras entender el cambio de mundos sus sentimientos comienzan a cambiar, desarrollando sentimientos por Hinohara conforme avanza su relación. A Kotoha no le gusta que las personas se menosprecian a sí mismos, debido a que cree que todos son especiales a su manera.
En el manga Kotoha es más propensa a golpear a Arata cuando este hace algo pervertido. Aunque por el resto su personaje es bastante similar en la versión del anime y en la del manga.
Hime Kikuri (キクリ Kikuri Hime?)
Seiyū: Hibiku Yamamura
Kikuri es la princesa actual de Amawakuni, quien ha estado en ese cargo durante los últimos 60 años gobernando Amawakuny, con la ayuda de los Doce Shinsho. En la ceremonia de sucesión de Arata, los Doce Shinsho, instigados por Kannagi, la traicionan e intenta asesinarla, pero justo antes de morir ella se aferra a la vida con lo último de su Amatsuriki, entrando en un letargo mágico. Tras la llegada de Hinohara y despertar como sho, ella se comunica con él y le pide que traiga su Hayagami a ella, en un último intento de poner orden y evitar el caos en el mundo.
Kannagi (カンナギ Kannagi?)
Seiyū: Yūki Ono
Es quien cometió el intento de asesinato de la princesa Kikuri y acusa del ello a Arata. Después de perder su arma en manos de Akachi se une a Arata y termina confiando en él.

## Media

### Manga
El manga Arata Kangatari está escrito e ilustrado por Yū Watase, los capítulos del manga han sido serializados por la editorial Shogakukan en Weekly Shōnen Sunday  desde octubre de 2008. hasta ahora, Shogakukan ha publicado diecisiete volúmenes tankōbon. El primer volumen fue publicado 16 de enero de 2009 y 17 hasta diciembre de 2012. Es licenciado en inglés por Viz Media como parte de su editorial Shonen Sunday.

### Anime
Una adaptación a serie de anime, producipa por Satelight y el estudio coreano JM Animation, salió al aire el 8 de abril de 2013, y finalizó el día 1 de julio del mismo año.

#### Lista de episodios
En la siguiente tabla se listan los episodios de la serie (actualmente en emisión), su rōmaji y kanji correspondiente, y la fecha de emisión en Japón.
| #  | Título                                                | Estreno             |
| -- | ----------------------------------------------------- | ------------------- |
| 01 | «La vida de Arata» «Arata no Inochi» (革ノ命)         | 8 de abril de 2013  |
| 02 | «Hayagami» «Hayagami» (劍神)                          | 15 de abril de 2013 |
| 03 | «El ajuste de cuentas» «Shinpan» (審判)               | 22 de abril de 2013 |
| 04 | «Despertar» «Kakusei» (覚醒)                          | 29 de abril de 2013 |
| 05 | «Zokusho» «Zokusho» (属鞘)                            | 6 de mayo de 2013   |
| 06 | «Okoro» «Okoro» (地龍)                                | 13 de mayo de 2013  |
| 07 | «Homura» «Homura» (火焔)                              | 27 de mayo de 2013  |
| 08 | «Orochi» «Orochi» (逐力)                              | 3 de junio de 2013  |
| 09 | «Demonización» «Onika» (鬼化)                         | 10 de junio de 2013 |
| 10 | «Admiración» «Shoukei» (憧憬)                         | 17 de junio de 2013 |
| 11 | «Fuerza de vida» «Mitama» (生命)                      | 24 de junio de 2013 |
| 12 | «La luz de la creación» «Sousei no hikari» (創世ノ光) | 1 de julio de 2013  |